# Pilgrimage of Grace
Als Pilgrimage of Grace („Pilgerfahrt der Gnade“) wird eine Rebellion der Katholiken im Norden Englands unter der Führung des Juristen Robert Aske (1500–1537) im Oktober 1536 bezeichnet. Sie wuchs sich zur größten Krise während der Regierungszeit König Heinrichs VIII. (1491–1547, Regierungszeit 1509–1547)  aus und richtete sich u. a. gegen die Abspaltung der englischen Kirche von Rom und die Bastardisierung der Prinzessin Maria. Innerhalb weniger Tage breitete sich der Aufstand in den Gebieten Yorkshire, Richmondshire, Sedbergh, Nidderdale und Mashamshire aus. Die Zahl der Pilger wuchs in die Tausende. Unter ihnen befanden sich Angehörige des Klerus, einfache Bauern, Angehörige der Gentry und des höheren englischen Adels, die sich zum Teil gewaltsam Zutritt in Städte und Häuser verschafften.
Da Heinrichs Armee den Aufständischen zahlenmäßig weit unterlegen war, musste er mit ihnen verhandeln. Er bot einen Generalpardon an und machte weitreichende Zugeständnisse. Unter anderem sollte seine Frau Jane Seymour in York zur katholischen Königin gekrönt werden. Nachdem sich der Aufstand aufgelöst hatte, hielt sich Heinrich aber nicht an diese Zugeständnisse. Zu Beginn des Jahres 1537 kam es daher im sogenannten Bigod-Aufstand zu einer erneuten Rebellion. Daraufhin sah sich Heinrich nicht länger an seine Versprechen gebunden. Er ließ die Anführer verhaften und wegen Hochverrats hinrichten.
Die Gründe für den Aufstand sind bis heute in der Forschung umstritten. Während es als gesichert gilt, dass Heinrichs Religionspolitik ein entscheidender Auslöser war, steht nicht eindeutig fest, warum sich nur der Norden erhob. Als mögliche Erklärungen werden eine erhöhte Entfremdung zwischen Monarch und Untertanen aus geographischen Gründen sowie eventuelle Verschwörungen des konservativen nördlichen Adels gegen Heinrichs reformatorisch geprägte Berater angeführt.

## Hintergründe

Heinrich VIII., gegen den sich die Rebellion richtete, gemalt von Hans Holbein d. J. 1536–1537

Während seiner Bestrebungen, seine Ehe mit Katharina von Aragon annullieren zu lassen und stattdessen Anne Boleyn zu heiraten, hatte Heinrich mit der römisch-katholischen Kirche gebrochen und sich selbst anstelle des Papstes zum Oberhaupt der englischen Kirche erklärt. Die Verstoßung Katharinas und die Bastardisierung ihrer Tochter, Prinzessin Maria, waren im Norden Englands hochgradig umstritten. Katharina hatte sich bei der nördlichen Bevölkerung im Jahr 1513 als Heerführerin gegen die Schotten beliebt gemacht, während Heinrich im Norden kaum als greifbarer Herrscher präsent war.
Im Vergleich zum Rest des Landes hatte der Monarch vergleichsweise geringen Einfluss auf das Alltagsleben der Menschen im Norden. Stattdessen fühlte man sich eher den alten, ansässigen Adelsfamilien verbunden, wie den Dacres, Cliffords und Percys. Viele Bewohner des Nordens dienten diesen Familien seit Generationen als Leibwächter und Verwalter, was ein starkes Zusammengehörigkeitsgefühl schuf. Die Anwesenheit des fernen Königs im Süden des Landes machte sich meist nur durch neue Gesetze und Steuern bemerkbar, was schnell ein weiteres Ärgernis wurde. Im Fall von Rechtsstreitigkeiten gab es für den Norden keine eigene Gerichtsbarkeit. Stattdessen mussten die Kläger nach London reisen, was in der damaligen Zeit nicht nur zeitaufwendig, sondern auch gefährlich war.
Verschärft wurden die Spannungen durch die Trennung von der römisch-katholischen Kirche und die Exkommunikation des Königs durch Papst Paul III. Heinrichs Lordsiegelbewahrer Thomas Cromwell, 1. Earl of Essex hatte dem König nicht nur die Scheidung von Katharina von Aragon ermöglicht. Er bestärkte den König auch darin, die Reformation in England voranzutreiben, was in die Schließung und teilweise Zerstörung von Klöstern mündete. Kirchliche Institutionen waren gerade im ländlichen Norden stark in das alltägliche Leben eingebunden. Von Gottesdiensten abgesehen kümmerten sie sich um die Kranken und Armen der Gemeinde, boten Reisenden Schutz und Gastfreundschaft und waren außerdem ein wichtiger Wirtschaftsfaktor, da sie Arbeitsplätze schufen. Auch gestatteten die ländlichen Orden oft verarmten Familien, Felder zu bewirtschaften, die der Kirche gehörten, und sich damit einen Lebensunterhalt zu sichern. Die Kirche war somit ein soziales und wirtschaftliches Netzwerk, das nun nach der Reformation zusammenbrach. Zusätzlich wurden verschiedene traditionelle, religiöse Feiertage gestrichen, was in weitere Unzufriedenheit mündete, da der Norden traditionell konservativer als der Süden Englands war. 
Ende September 1536 erreichten die Spannungen einen neuen Höhepunkt und gipfelten im sogenannten Lincolnshire Rising („Lincolnshire-Aufstand“). Er breitete sich über Caistor, Lincoln und Horncastle aus. Die Rebellen verfassten mehrere Artikel über ihre Beschwerden. Heinrich entsandte daraufhin Charles Brandon, 1. Duke of Suffolk, um den Norden zu befrieden. Doch noch während Suffolk damit beschäftigt war, den Lincolnshire-Aufstand zu beenden, erhob sich unbemerkt von ihm in Yorkshire ein neuer Aufstand.

## Verlauf des Aufstands

### Pilgerfahrt der Gnade
Obwohl der Lincolnshire-Aufstand oft als erste Phase der Pilgrimage of Grace betrachtet wird, hat die neuere Forschung bestätigen können, dass die ersten Vereidigungen für die Pilgerfahrt bereits um den 25. September herum in Dent, Yorkshire begonnen wurden. Allerdings breiteten sie sich nur langsam aus. Der tatsächliche Aufstand begann um den 8. Oktober herum im Ort Beverley. Noch während des Lincolnshire-Aufstands hatten die Rebellen den Juristen Robert Aske aufgegriffen und ihn ihren Eid ablegen lassen. Am 10. Oktober übernahm Robert Aske die Führung des Aufstands im East Riding. Es ist unklar, ob er sich durch seine Eide verpflichtet fühlte, zum Aufstand gezwungen wurde, wie es anderen Mitgliedern der Gentry geschah, oder sich den Rebellen aus Überzeugung anschloss. 

Banner der Pilgrimage of Grace mit den fünf Wunden Christi

Aske war ein erfahrener Jurist und wusste, dass jeder Aufstand gegen den König den Tatbestand des Hochverrats erfüllte, da der König als von Gottes Gnaden eingesetzt galt. Daher legte er Wert darauf, Heinrich nicht gegen sich aufzubringen. In einem Brief bat er alle Rebellen um den Schwur, Gott, dem König und dem Gemeinwesen treu zu bleiben sowie die Kirche zu unterstützen. Er bestand darauf, den Schwerpunkt auf Religion zu legen und den Zorn der Massen gegen die Berater des Königs zu richten, insbesondere den unbeliebten Thomas Cromwell, den viele für die Reformation und die Schließung der Klöster verantwortlich machten. Aus diesem Grund änderte er die Artikel des Lincolnshire-Aufstands dahingehend, dass lediglich die Missstände im Königreich abgestellt werden sollten. Er war auch derjenige, der zum ersten Mal den religiösen Ausdruck „Pilgerfahrt“ benutzte, wahrscheinlich während des Zuges nach York. Er erzählte zwei Boten, „sie seien Pilger und hätten eine Pilgerfahrt vor sich“. Als Banner trugen die Rebellen Fahnen mit den fünf Wunden Christi, der Dornenkrone, dem Nomen sacrum IHS und dem eucharistischen Kelch.
Da das Hauptziel der Pilger die Wiederherstellung der alten kirchlichen Ordnung war, wurden sie von verschiedenen Zweigen des Klerus unterstützt. Robert Ashton, Angehöriger des Trinitarier-Ordens in Knaresborough, verbreitete die Nachricht von den Aufständen im East Riding. John Pickering, ehemaliger Prior der Dominikaner in York, agierte für die Rebellen als Vermittler. Die Franziskaner von Beverley sandten Ermutigungen zu den Pilgern und Orden, deren Klöster bereits aufgelöst waren, wandten sich offiziell an Askes Mitstreiter in der Hoffnung, dass ihnen ihre Klöster und Ländereien zurückgegeben würden. Von den Zisterziensern wird vermutet, dass sie das Marschlied der Rebellen schrieben.
Dennoch stand der Klerus nicht geschlossen hinter den Pilgern. Die größte Unterstützung erfuhren sie von Nonnen und Mönchen, deren Klöster bereits geschlossen worden waren. Die Angehörigen der noch vorhandenen Häuser bemühten sich mehrheitlich, nicht in den Aufstand hineingezogen zu werden. Mitunter wurde auch seitens der Pilger Druck ausgeübt, um Geistliche dazu zu bringen, sich ihnen anzuschließen. So wurde der Abt von Jervaulx Abbey auf seiner Flucht vor den Rebellen von ihnen gestellt und zurückgebracht und sah sich dann gezwungen, sie mit Geld und Männern zu versorgen. Ähnlich erging es dem Abt von Whalley Abbey.

### Marsch auf York
Am 13. Oktober zogen die vereinten Rebellenscharen des East Riding und des West Riding auf York. Auf ihrem Weg rekrutierten sie u. a. Sir Thomas und Sir Ingram Percy, die jüngeren Brüder von Henry Percy, 6. Earl of Northumberland, der einst Anne Boleyn umworben hatte. Die wenigsten der Pilger besaßen militärische oder diplomatische Erfahrung, weshalb sie stets versuchten, Angehörige des Adels für ihre Sache zu gewinnen. Zum einen verfügten die Adligen über militärisch geschulte  Leibwächter, sogenannte Retainers, und zum anderen konnten sie mit Gesandten des Königs verhandeln. Als der Pilgerzug letztendlich York erreichte, war seine Zahl auf 20.000 Menschen angeschwollen, viele von ihnen beritten. Die Nachricht verbreitete sich schnell, auch in East Anglia und Norfolk kam es zu Unruhen.

Bereits am 9. Oktober forderte Thomas Darcy, 1. Baron Darcy de Darcy, den Bürgermeister von York, William Harrington, auf, Widerstand gegen die Rebellen zu leisten, da sie kaum Artillerie besaßen. Allerdings traute Harrington den Stadtbewohnern nicht und fürchtete, dass sie die Rebellen auch gegen seinen Willen unterstützen würden. Tatsächlich stellten sich die Stadtbewohner auf die Seite der Aufständischen, so dass diese ohne Widerstand und im Triumphzug am 16. Oktober in York einmarschierten. In York ließ Aske folgende Proklamation verlesen: 

„Denn diese Pilgerfahrt, die wir unternommen haben, dient dem Erhalt der Kirche Christi, des Königreichs von England, dem König, unserem obersten Herren, dem Adel und dem Volk gleichermaßen und zielt darauf, eine Petition an seine Majestät, den König, zu richten, die Dinge zu reformieren, die in diesem seinem Reich im Argen liegen.“

Aske tat sein Möglichstes, um seinen Pilgerzug so friedlich wie möglich zu halten. So verbot er den gemeinen Fußsoldaten, sich innerhalb der Stadtmauern aufzuhalten, um Plünderungen zu verhindern. Auch bestand er darauf, dass seine Pilger für benötigte Dinge wie Essen und Kleidung bezahlten. Seinen Worten nach hegten die Aufständischen „keinen üblen Groll gegen irgendjemanden außer Personen, die nicht würdig sind, in der Nähe unseres obersten Herren des Königs zu weilen“, seien aber bereit, „gegen all jene, die versuchen uns aufzuhalten, zu kämpfen und zu sterben.“ Seine Strategie während des Aufstands bestand darin, Stärke zu demonstrieren, ohne jedoch direkt Gewalt anzuwenden. Innerhalb der nächsten Tage wurden in York zwei kleine Ordenshäuser der Benediktiner wiedereröffnet, die im Sommer geschlossen worden waren.

### Ausbreitung des Aufstandes
Während sich der East Riding erhob, fanden um den 11. Oktober herum auch Aufstände in Richmondshire, Sedbergh, Nidderdale und Mashamshire statt. Diesen Truppen gelang es, Jervaulx Abbey zu besetzen und Coverham Abbey wiederzueröffnen. In Richmondshire fanden diverse Treffen der Rebellen des North Riding statt, wo auch Angehörige der Gentry als Anführer vereidigt wurden. Nicht alle von ihnen sympathisierten mit den Rebellen, gaben allerdings dem Druck nach, wie John Nevill, 3. Baron Latymer, der damalige Ehemann der zukünftigen Königin Catherine Parr. Latymers Burg Snape Castle lag an einer strategisch wichtigen Stelle, da sie die Hauptstraße und somit den Zugang in den Norden kontrollierte. Zwischen dem 14. und 15. Oktober geriet Lord Latymer in Gefangenschaft und war gezwungen, den Pilgereid zu leisten. Die Versammlungen in Richmond koordinierten die Aktionen der Rebellen. Es gelang den Pilgern, das Banner des heiligen St. Cuthbert, eine Reliquie aus der Durham Cathedral, zu erbeuten und dem Pilgerzug voranzutragen. Barnard Castle wurde ohne größere Schwierigkeiten eingenommen. Am 18. Oktober sandten sie den Großteil ihrer Truppen zu Robert Aske nach York. Am 19. Oktober kapitulierte auch Hull und öffnete den Rebellen die Tore. 

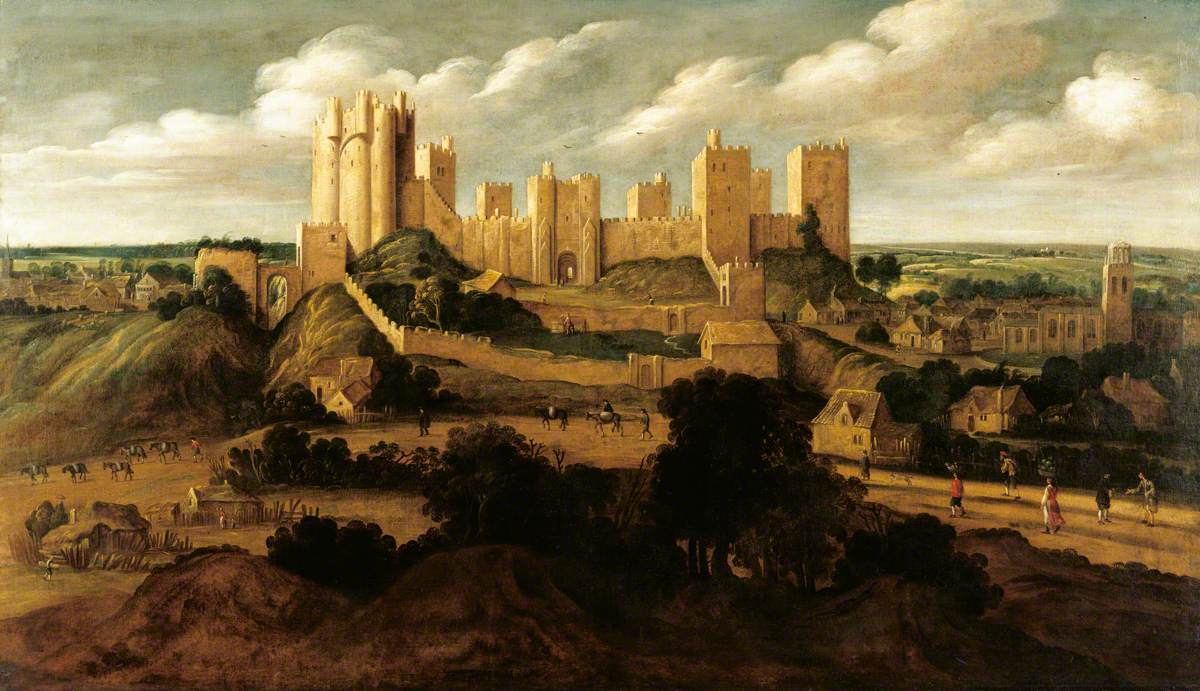
Pontefract Castle von einem unbekannten Künstler, ca. 1620

Eine besondere Rolle spielte Lord Darcy, der sich im Schloss von Pontefract verschanzt hatte, dem sogenannten „Schlüssel zum Norden“. Er selbst unternahm nichts, um die Pilger aufzuhalten, schrieb aber Briefe an den Bürgermeister von York und an Heinrich. In den Briefen an den König unterstrich er immer wieder, dass er nichts gegen die Angreifer tun könne, da die Verteidigungsanlagen des Schlosses unbrauchbar seien. Ab dem 17. Oktober war er komplett von der Stadt abgeschnitten, da die Bürger sich auf die Seite der Rebellen gestellt hatten. Er spielt im Aufstand eine zwielichtige Rolle. Zwar hielt er laut eigenen Angaben Leute bereit, um dem Befehl des Königs zu folgen, und doch gab er das Schloss am 21. Oktober nach einem Treffen mit Robert Aske relativ schnell auf und verteilte unmittelbar danach Banner mit den fünf Wunden Christi an die Pilger. Nach seinem Seitenwechsel wurde Darcy eine neue Führerfigur in der Pilgerschaft.
Nicht alle Städte und Festungen machten jedoch gemeinsame Sache mit den Pilgern. Robert Askes Cousin Henry Clifford, 2. Earl of Cumberland, weigerte sich, seine Burg Skipton Castle den Rebellen zu überlassen. Um den 21. Oktober herum begann die Belagerung der Burg, die sich eine Woche lang hinziehen sollte. In dem Versuch, den Earl in die Knie zu zwingen, nahmen die Rebellen für einige Zeit zwei seiner Töchter und seine Schwiegertochter Eleanor Brandon als Geiseln, die jüngste Tochter Charles Brandons und über ihre Mutter Mary Tudor die Nichte des Königs. Cumberlands Freundschaft zu Robert Askes Bruder Christopher rettete seine Töchter und Schwiegertochter. Christopher Aske konnte die Damen den Rebellen entreißen, die gedroht hatten, Eleanor und ihre Schwägerinnen „zu schänden und ihnen niedere Schurken aufzuzwingen, um Mylord großen Schmerz zuzufügen.“ Aufgrund von Cumberlands Einfluss weigerte sich Carlisle, mit den Rebellen zu kooperieren. Auch die Bewohner von Scarborough Castle leisteten Widerstand, und in Lancaster organisierte Edward Stanley, 3. Earl of Derby mit der Befugnis des Königs den Widerstand gegen Askes Truppen. Den Bürgern, die sich dort für Askes Sache erklärten, gelang es nicht, die Gentry als Anführer zu gewinnen. Sie konzentrierten sich darauf, Sawley Abbey wiederherzustellen und Derbys Männer in Schach zu halten. Die Rebellen von Dent hingegen gewannen die Gentry für sich und dehnten ihre Aktivitäten bald auf den Norden Lancasters aus. Am 28. Oktober marschierten sie gen Süden, um sich dem Earl zu stellen.

### Reaktion des Königs
Obwohl Askes Streitkräfte genug gewachsen waren, um auch dem Süden Englands gefährlich zu werden, hatte er nicht vor weiterzumarschieren, ohne dem König die Gelegenheit zu geben, dem Verlangen der Pilger zu entsprechen. Sie verlangten ein Mitspracherecht des Nordens in nationalen Angelegenheiten, die Entmachtung Cromwells und ein Ende bzw. eine Umkehrung der Reformation. Historiker sind sich einig, dass Aske keinesfalls den Sturz des Königs anstrebte, obwohl ihm vermutlich klar war, dass solche Zugeständnisse Heinrich nur durch Gewalt abgerungen werden konnten. Laut dem damaligen Weltbild stellte dies einen groben Verstoß gegen die gottgewollte Ordnung der Welt dar. Aus diesem Grund war Heinrich keinesfalls gewillt, den Rebellen Konzessionen zu machen. In seinen Augen handelte es sich besonders bei Aske um einen „schurkischen Verräter“, der mit seinem „Wahnsinn“ die göttliche Ordnung mit Füßen trat. Zusätzlich erhöhte der Aufstand sein Misstrauen gegen die religiösen Orden als Zentren des Widerstands gegen seine Autorität.

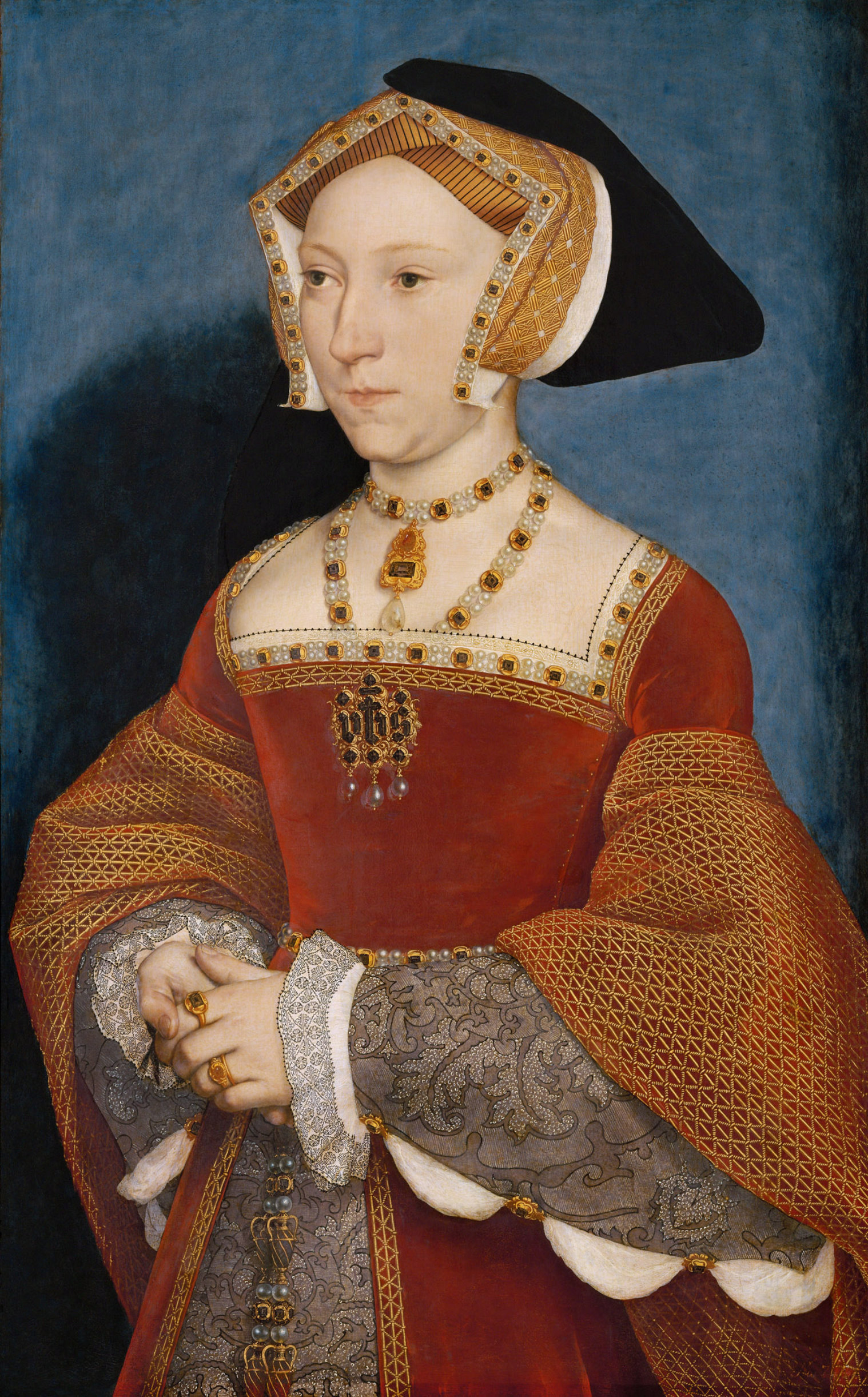
Königin Jane Seymour um ca. 1536–1537 von Hans Holbein

Auch privat duldete der König keinen Widerspruch gegen seine Politik mehr. Seine neue Königin Jane Seymour warf sich laut einem französischen Berichterstatter zu Beginn des Aufstands vor ihm auf die Knie und flehte ihn an, die Abteien wieder zu eröffnen. Heinrichs Antwort war scharf und unbeugsam. Der französische Berichterstatter schreibt: 

„Er befahl ihr, ruhig genug, aufzustehen. Er habe ihr mehrfach gesagt, sich nicht in seine Angelegenheiten einzumischen, womit er sich auf die letzte Königin bezog. Es war genug, um eine Frau zu verängstigen, die sich nicht sehr sicher fühlt.“

Während es den Pilgern und in geringerem Maße auch Jane Seymour um religiöse Ziele ging, ging es Heinrich um die Wahrung und Anerkennung seiner Autorität. Die Forderungen der Rebellen griffen in zwei seiner wichtigsten Grundsätze ein: die Oberhoheit des Königs über die Kirche und die von ihm neu festgelegte Thronfolge. An diesen Grundsätzen jedoch würde Heinrich bis an sein Lebensende unbeirrt festhalten.
Als die Nachricht vom Lincolnshire-Aufstand Heinrich erreichte, übertrug er Thomas Howard, 3. Duke of Norfolk, und George Talbot, 4. Earl of Shrewsbury, den Oberbefehl über die königliche Armee. Auch andere Höflinge wurden den Streitkräften zugeteilt, u. a. Norfolks Neffe Francis Bryan und Heinrichs Cousin Henry Courtenay, 1. Marquess of Exeter. Norfolk schlug zunächst eine defensive Strategie vor. Er und Shrewsbury planten, am Fluss Trent eine Verteidigungslinie zu bilden, damit die Rebellen nicht gen Süden marschieren konnten. Allerdings erhielt Shrewsbury anderslautende Befehle von der Regierung, da Nachrichten aus dem Norden den Hof nur zeitverzögert erreichten. Auch war die Armee ursprünglich zur Befriedung des Lincolnshire-Aufstandes ausgehoben worden, einer wesentlich kleineren Bewegung. Durch dieses Missverständnis spalteten sich die beiden Heere auf. Während Norfolk am 23. Oktober in Newark-on-Trent stand, hatte sich Shrewsburys Armee weiter in den Norden begeben und marschierte Richtung Pontefract. Somit war eine defensive Strategie nicht länger möglich, da Norfolk nur 5000 und Shrewsbury 8000 Mann zur Verfügung standen, während Aske zwischen 30.000 und 40.000 befehligte.

### Schlichtungsversuche und Intrigen
Als sich mehr und mehr abzeichnete, dass die königliche Armee die Situation nicht militärisch lösen konnte, ließen sich Heinrichs Heerführer stattdessen auf Verhandlungen mit den Rebellen ein, um Zeit zu gewinnen und die Aufständischen möglichst zur Aufgabe zu überreden. So entsandte Norfolk einen Boten nach Pontefract mit der Aufforderung, unnötiges Blutvergießen zu vermeiden. Stattdessen sollten vier Pilger mit ihm in Doncaster zusammentreffen, um ihm die Gründe für ihren Aufstand darzulegen. Norfolk hatte sich im Norden in der Schlacht von Flodden Field einen guten Namen gemacht und Aske hoffte nun, einen mächtigen Verbündeten zu bekommen. Tatsächlich aber ging es Norfolk lediglich um Zeitgewinn. Es gelang ihm, einen Waffenstillstand auszuhandeln. 
Aske formulierte die Forderungen der Pilger bewusst vage, um dem König keine Angriffsfläche zu bieten. Am 27. Oktober wurden Robert Bowes und Sir Ralph Ellerker mit Norfolks Zustimmung nach Windsor entsandt, um dem König ihre Petition zu überreichen. Heinrich allerdings nannte die Petition „vage, schwer verständlich und undurchsichtig“, weshalb er sie ablehnte. Am 21. November traf sich der Pilgerrat in York, wo Robert Bowes ihnen den guten Willen des Königs zusicherte. Doch bereits jetzt waren die Pilger gespalten. 

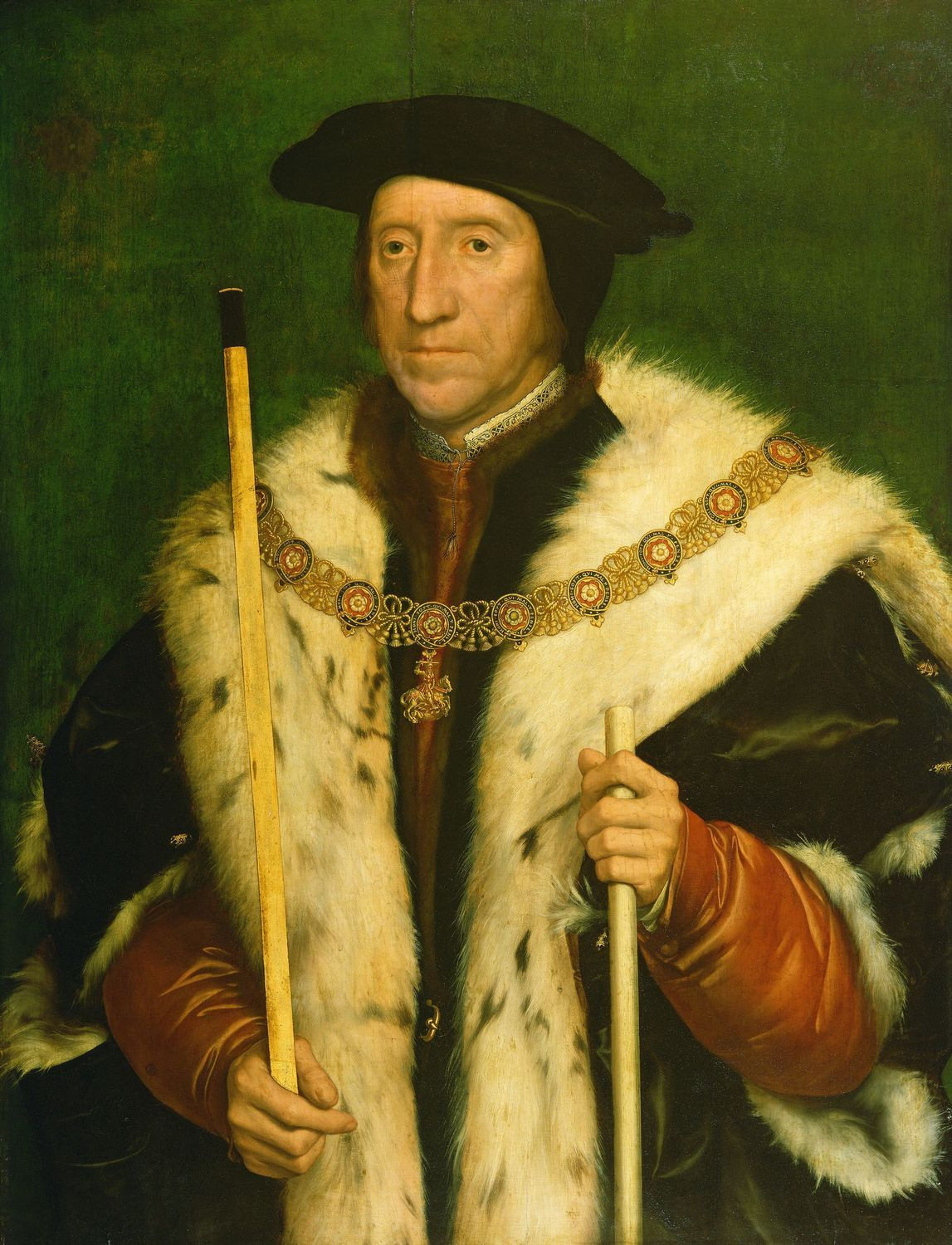
Thomas Howard, 3. Duke of Norfolk von Hans Holbein, ca. 1539–40

Sir Robert Constable und seine Anhänger hassten Cromwell und fürchteten dessen Einfluss auf den König. Daher wollten sie erst einem Treffen zustimmen, wenn das Land bis zum Fluss Trent gesichert war. Grund dafür war ein Brief Cromwells, den Constable verlas, in dem Cromwell mit schärfster Vergeltung drohte, wenn die Rebellion nicht beendet werde. Auch war inzwischen bekannt, dass die Amnestie, die Heinrich in Aussicht gestellt hatte, explizit die Anführer der Pilgerfahrt ausschloss, darunter auch Robert Aske. Dennoch setzte sich die friedliche Fraktion durch, und Aske ging daran, die Artikel eindeutig auszuformulieren. Sie beinhalteten u. a. folgende Forderungen:
- Einen Generalpardon für ausnahmslos alle Pilger
- Einberufung eines Parlaments im Norden, um die Forderungen der Pilger zu diskutieren
- Legitimierung der Prinzessin Maria
- Wiedereinsetzung der päpstlichen Autorität
- Unterdrückung von ketzerischen Büchern und angemessene Bestrafung von Ketzern
- Wiederherstellung der geschlossenen Klöster
- Aufhebung diverser Parlamentsakte
- Eine Gerichtsbarkeit in York für jeden Mann nördlich des Trents
- Entlassung Thomas Cromwells, Richard Richs und Thomas Audleys aus dem Kronrat

Während die Verhandlungen liefen, kam es zu Doppelspielen und Intrigen auf beiden Seiten. Es wurden Geiseln verlangt und Spitzel eingesetzt. So entsandte Francis Bryan um den 13. oder 14. Dezember einen Diener als Spion nach Yorkshire. Der Diener wurde zweimal von den Rebellen verhaftet, konnte sich aber jedes Mal durch Lügen aus der Affäre ziehen. Für Männer wie Bryan und Henry Courtenay war die Situation besonders heikel. Obwohl sie dem König treu ergeben waren, lagen ihre Sympathien bei den Pilgern, da auch sie Cromwells Macht mit Argwohn beobachteten und die Reformation ablehnten. Mit ihnen konnten die Rebellen einen Keil zwischen den königstreuen Adel und Heinrich treiben. Aske versuchte eine Zeit lang über Bryan eine Begnadigung zu erhalten, erhielt jedoch zur Antwort, dass er sich dazu von den Rebellen lossagen müsste.
Allerdings waren Askes eigene Reihen längst nicht so geschlossen, wie es den Anschein hatte. Zum einen gab es nach wie vor den Konflikt mit Sir Robert Constable und seinen Anhängern, zum anderen stand auch der Klerus nicht geschlossen hinter den Pilgern. Edward Lee, der amtierende Erzbischof von York, hatte sich den Rebellen nur durch Zwang angeschlossen. Aske, der auf seine Unterstützung hoffte, ließ ihn am Sonntag, den 3. Dezember den Gottesdienst abhalten. Doch statt der erhofften Rückendeckung erhielten die Rebellen eine scharfe Zurechtweisung von Lee, dass einzig Fürsten das Recht hätten, ein Schwert zu führen. Statt sie zu ermutigen, ermahnte er die Pilger zum passiven Gehorsam gegenüber ihrem rechtmäßigen Herrscher, was die Anwesenden empörte und teilweise entmutigte.

### Doppelspiel
Heinrich bestand lange Zeit darauf, sich keine Bedingungen diktieren zu lassen und die Rädelsführer des Aufstandes zu bestrafen. Erst als Norfolk ihn dringend bat, zumindest zum Schein auf die Forderungen der Pilger einzugehen, da die Armee ihnen hoffnungslos unterlegen war, stimmte Heinrich zu. Er gab Norfolk am 6. Dezember die Befugnis für einen Generalpardon, die Verlängerung des Waffenstillstandes und das Versprechen, ein gesondertes Parlament einzuberufen, um die Anliegen der Pilger zu diskutieren. Diese Befugnisse stärkten Norfolks Position, so dass er die Rebellen auch bezüglich der geschlossenen Abteien beschwichtigen konnte. Zwar hatte er nicht die Befugnis, sie wiederzueröffnen, versprach aber, dass die Abteien, die sich dem König unterwarfen, von ihm wiederhergestellt werden sollten, bis das Sonderparlament einen Entschluss gefällt hatte. Nicht alle Pilger glaubten den Versprechen, und andere waren mit den erhaltenen Bedingungen nicht zufrieden. Sie drohten Aske mit einem erneuten Aufstand. Nur mit Mühe gelang es ihm, sie zu überzeugen. Die Armee wurde am 8. Dezember offiziell aufgelöst und die Banner mit den fünf Wunden Christi abgenommen. Man wartete nun auf die Einlösung der königlichen Versprechen.
Bereits um den 5. November herum hatte der spanische Botschafter Eustace Chapuys die Befürchtung geäußert, dass der König die Rebellen lediglich in Sicherheit wiegen wollte, um später Rache nehmen zu können. Im Dezember lud Heinrich nun Robert Aske ein, Weihnachten bei Hofe in Greenwich Palace zu verbringen. Auch Lord Latimer wurde an den Hof berufen, wenngleich er auf halbem Weg zurückbeordert wurde, um Norfolk zu unterstützen. Eine Einladung des Königs war eine besondere Ehre, säte aber Misstrauen zwischen den Pilgern. Einige vermuteten einen Hinterhalt, andere fürchteten, dass Heinrich Aske für sich gewinnen wollte. So heißt es von einem anonymen Zeitgenossen: „Das Gehen der Lords, Ritter und Gentlemen … wird die Gemeinen zu einem neuen Aufstand verleiten.“

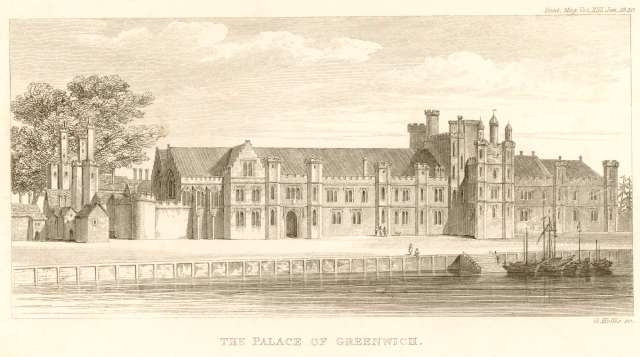
Greenwich Palace, wohin Robert Aske Weihnachten 1536 eingeladen wurde; Künstler und Entstehungszeit unbekannt

Heinrich empfing Aske freundlich und schenkte ihm ein Jackett aus scharlachrotem Samt. Zudem bekräftigte er sein Versprechen, einen Generalpardon zu gewähren, sein nächstes Parlament in York einzuberufen, und versprach sogar, Jane Seymour in York zur Königin krönen zu lassen. Aske war voller Zuversicht. Auf Heinrichs Anweisung schrieb er in dieser Zeit seine Memoiren über die Pilgerfahrt und fügte Empfehlungen hinzu, wie Heinrich die Herzen des Nordens zurückerobern konnte. Im Januar kehrte er nach Yorkshire zurück. Dort gärte jedoch bereits das Misstrauen. Lord Latimers Familie, insbesondere seine Ehefrau Catherine Parr, bekam die Folgen am eigenen Leib zu spüren. Noch während Latimer unterwegs war, erhielt seine Frau ungebetenen Besuch von den Pilgern, die sich gewaltsam Zutritt verschafften, eine Seite aus einem Buch rissen und eine Bestandsaufnahme von Latimers Besitz machten. Latimer schrieb während seiner Rückreise in den Norden an Admiral Fitzwilliam: 

„Ich höre, dass die Gemeinen aus Richmondshire, verärgert über mein Kommen [nach London], in mein Haus in Snape eingedrungen sind und es zerstören werden, wenn ich nicht bald nach Hause komme. Wenn ich ihnen nicht zu Willen bin, weiß ich nicht, was sie mit mir, meinem Eigentum, meiner Frau und meinen Kindern tun werden.“

Nachdem die Armee nach Hause gegangen war, gingen Heinrich und Cromwell daran, die Gentry und die niederen Stände einander noch stärker zu entfremden. Unter anderem sandte der König Briefe, in denen er die versuchte Einmischung der Pilger in die Politik scharf verdammte. 

„Und Wir mitsamt Unseres Rates finden es äußerst seltsam, dass ihr, die ihr nur Rohlinge und Ahnungslose seid, euch anmaßt Uns vorzuschreiben, wer würdig oder unwürdig ist, in Unserem Rat zu sitzen. Wir werden daher keine solche Einmischung von euch dulden, da es der Pflicht guter Untertanen widerspricht, in diese Dinge einzugreifen.“

Die Pilger fühlten sich betrogen, umso mehr, als Norfolk Ende Januar in den Norden zurückgesandt wurde, um ihnen einen Eid auf den König abzunehmen. Zweck dieses Eides war, den Schwur der Pilger zu negieren und ihnen die Anerkennung der Dinge abzuringen, gegen die sie gekämpft hatten: Heinrich als Oberhaupt der Kirche, die geänderte Thronfolgeregelung und die Auflösung der Klöster. Wer sich dem Eid verweigerte, so Heinrichs Befehl, sollte als Verräter behandelt werden. Obwohl diese Handlung des Königs zweifellos neue Aufstände provoziert hätte, bereiteten sich die Pilger bereits auf einen neuen Aufstand vor, bevor Norfolk mit diesen Befehlen überhaupt wieder in Doncaster eintraf. Grund hierfür war der große Zeitabstand zwischen den Versprechungen des Königs und deren erhoffter Einlösung. Gerüchte breiteten sich aus, dass Norfolk mit einer Armee zurückkehren würde. Das Misstrauen wuchs. Ende Januar berichtete Sir Ralph Sadler, dass bei Nacht Aufrufe zum Aufstand an die Kirchentüren genagelt wurden. Hier zeigte sich auch die Entzweiung der Stände, denn die Aufrufe wandten sich ausschließlich an die Bürger, da der Adel sie betrogen habe.

### Heinrichs Vergeltung
Heinrichs Gelegenheit zur Rache für die Missachtung seiner Autorität kam im sogenannten Bigod-Aufstand. Er erhielt seinen Namen von Sir Francis Bigod von Settrington, der Robert Aske als Hauptmann gedient hatte. Bigod zweifelte Heinrichs Versprechen an und hielt es für sicherer, den Norden unter Kontrolle zu behalten, bis die Versprechen eingelöst waren. Auch hoffte er, Norfolk gefangen nehmen zu können und ihm den Pilgereid abzupressen. Robert Aske selbst distanzierte sich eiligst von Bigod, um die Zugeständnisse des Königs nicht zu verlieren. Er rief die Bevölkerung dazu auf, die Ergebnisse des Waffenstillstands von Doncaster nicht zu gefährden, doch der Schaden war bereits angerichtet. Am 16. Januar 1537 begann der erneute Aufstand, organisiert von Bigod und seinem Kameraden John Hallam. Ihr Plan war, Hull und Scarborough einzunehmen und Aufstände im Norden zu koordinieren. Allerdings überschätzten sie ihren Rückhalt in der Bevölkerung gravierend und scheiterten an den beiden Städten. Königstreue Streitkräfte nahmen Hallam gefangen und fanden in seiner Tasche einen Brief von Bigod. Da obendrein Bigods Sohn Ralph mit Catherine Parrs Stieftochter Margaret Neville verlobt war, gerieten auch die zukünftige Königin und ihr Ehemann Lord Latimer wieder unter Verdacht. 

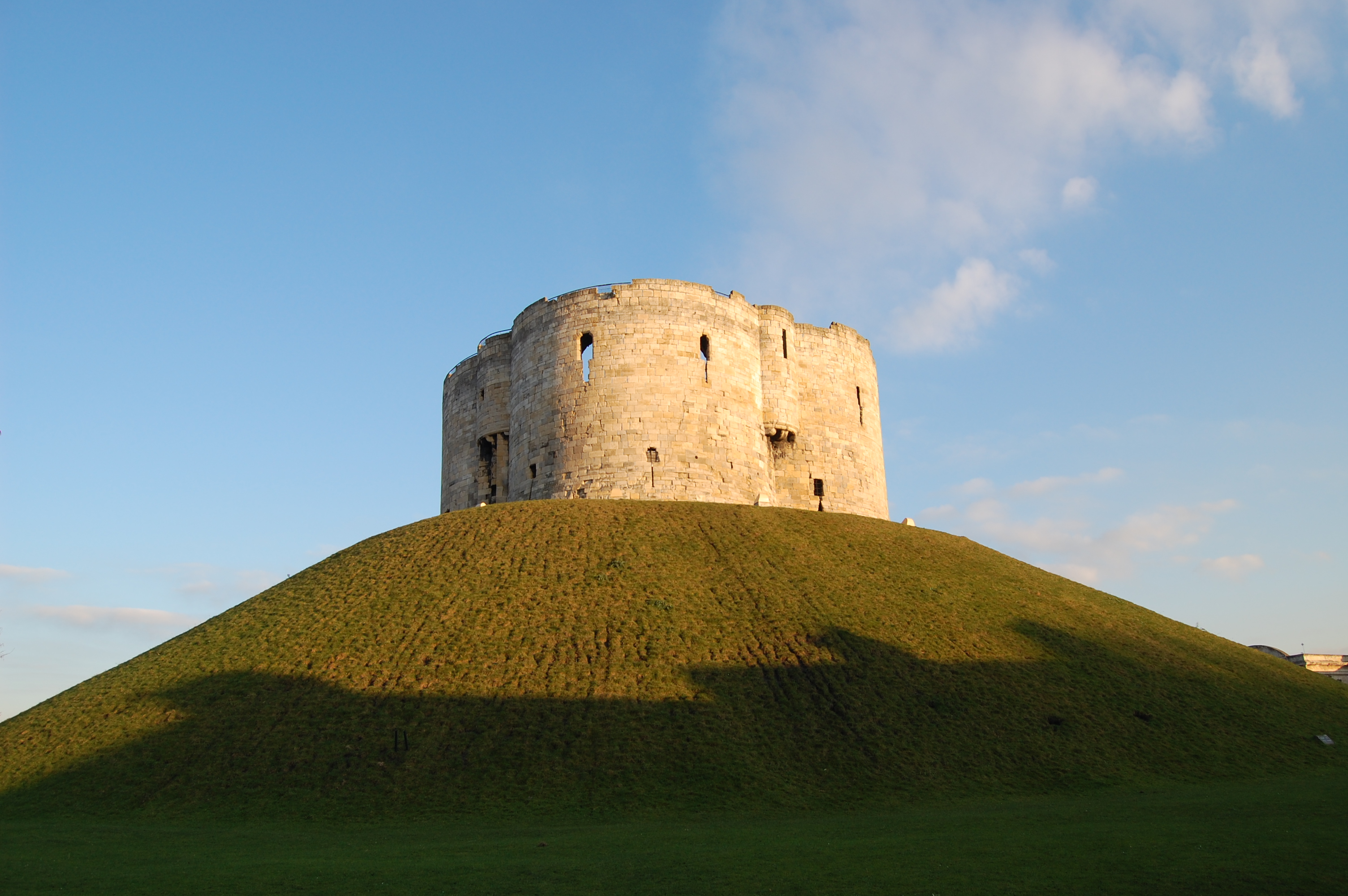
Clifford’s Tower am York Castle, Robert Askes Todesort

Sobald er die Nachricht erhielt, erklärte Heinrich alle Verhandlungen und Zugeständnisse für nichtig. Aus seiner Sicht war er von den Rebellen, die er trotz ihres Ungehorsams milde behandelt hatte, verraten worden. Die Gentry versuchte verzweifelt, sich von der aufständischen Bevölkerung zu distanzieren, da sie selbst teilweise zu deren Ziel geworden war. Viele von ihnen schlossen sich Norfolk an, um gemeinsam mit ihm gegen die Bevölkerung vorzugehen, und leisteten ihm den Eid, den er ihnen vorlegte. Über den Norden wurde nun das Kriegsrecht verhängt und blutige Exempel statuiert. Insgesamt wurden ca. 200 Rebellen in den Nachwehen der Pilgerfahrt hingerichtet. Norfolk selbst schien Bedenken zu haben, denn er schrieb: 

„Wahrlich, hätte ich über zwölf Männer Gericht zu halten, ich glaube, nicht ein Fünftel von ihnen verdiente es zu büßen, denn die meisten sagen ‚Ich kam aus Angst um mein Leben‘ oder ‚Ich fürchtete, all mein Hab und Gut zu verlieren‘ und ‚Ich kam aus Angst, mein Haus würde angezündet und mein Weib und meine Kinder vernichtet‘. Kleine Entschuldigungen werden hier gern geglaubt, wo Verbundenheit und Mitleid mit dem Nachbarn herrschen. Und Sir, obwohl die Anzahl derer, die büßen müssen, nicht größer ist als sie es verdient haben, glaube ich doch, dass nie zuvor so viele auf einmal hingerichtet wurden.“

Heinrichs Zorn richtete sich nun gegen die Anführer der Pilgerschaft. Seine lange Weigerung, sie in den Generalpardon einzuschließen, wird von einigen Historikern so ausgelegt, dass er die ganze Zeit plante, sie zu vernichten. Obwohl Robert Aske versucht hatte, die Aufständischen zu stoppen, und gemeinsam mit Norfolk reiste, wurden er, Lord Darcy und Sir Robert Constable nach London befohlen. Es ist nicht gesichert, warum sie freiwillig diese Reise unternahmen. Möglicherweise glaubten sie, sie hätten nichts zu befürchten, da sie an den erneuten Aufständen nicht teilgenommen hatten. Denkbar ist auch, dass sie glaubten, keine Wahl zu haben. Im Mai fanden ihre Gerichtsverhandlungen statt. Einige ihrer Mitangeklagten, wie Lord Latimer und der Earl von Westmoreland, überzeugten das Gericht, dass sie in die Reihen der Pilger gepresst worden waren. Latimer bestand darauf, dass die Rebellion „eine sehr gefährliche und schmerzhafte Zeit für mich war“, und Norfolk selbst bestätigte zu Gunsten von Latimer und dem ebenfalls angeklagten Generalvikar von York: „Kein Mann war in größerer Lebensgefahr.“ 
Aske, Lord Darcy, Lord Hussey, Bigod, Hallam und Sir Constable hingegen wurden allesamt für schuldig befunden. Darcy wurde auf Tower Hill enthauptet, Bigod wurde in Tyburn hingerichtet. Constable und vermutlich auch Hallam wurden in Hull hingerichtet, während Hussey das gleiche Schicksal in Lincoln traf. Robert Aske wurde am 12. Juli 1537 nach York gesandt und am Clifford’s Tower von York Castle in Ketten aufgehängt, bis er starb.
Nicht nur die Bevölkerung und einige Edelleute, sondern auch die Kirche musste für den Aufstand büßen. Gegen den Klerus wurde nun auf Befehl des Königs hart vorgegangen. In seinen Augen hatte sich bestätigt, dass Klöster und Ordenshäuser Zellen des Widerstandes gegen ihn waren. Bereits im Herbst hatte er dem Earl of Derby aufgetragen, sollte Sawley Abbey wiedereröffnet worden sein, „den besagten Abt und die Mönche gewaltsam festzusetzen und ohne Verzögerung in ihrer Mönchskluft als dreiste Verräter und Aufrührer aufhängen zu lassen.“ Nun erteilte er Norfolk den ausdrücklichen Befehl, gegen Mönche vorzugehen. Äbte, die am Aufstand mitgewirkt hatten, wurden nun wie weltliche Verräter behandelt und der Besitz ihres Klosters fiel an die Krone. Mittlerweile war auch die Nachricht durchgesickert, dass Kardinal Reginald Pole von Papst Paul III. nach Flandern entsandt worden war, um bei Gelegenheit nach England überzusetzen und den Aufständischen beizustehen. Obwohl der Aufstand bereits erstickt worden war, bevor Pole Rom verließ, schürte diese Nachricht das Misstrauen des Königs gegen Poles Familie, was in der Exeter-Verschwörung katastrophale Folgen haben sollte.

## Auswirkungen

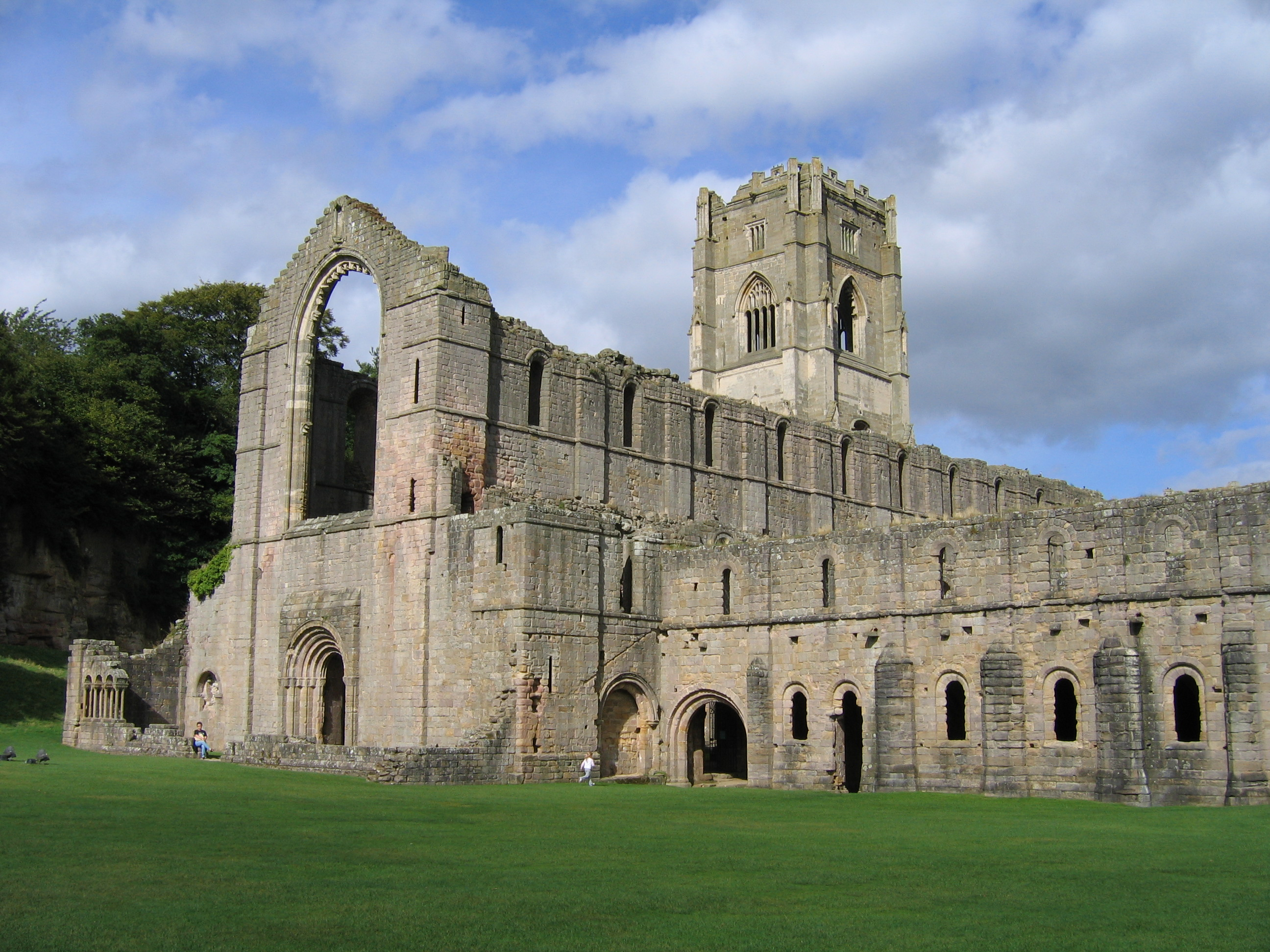
Ruine der Fountains Abbey in Yorkshire, geschlossen 1539

Nachdem die Unruhen schließlich vorbei waren, war kein einziges Ziel der Pilgerfahrt erreicht worden. Das Parlament, das über die Beschwerden der Pilger hatte beraten sollen, wurde niemals einberufen. Cromwell verblieb weiterhin an der Macht und die alte Religion wurde nicht wiederhergestellt. Die Schließung der Klöster und Abteien wurde fortgesetzt. Die wenigen Ordenshäuser, die trotz der fortwährenden Schließungen bis zum Jahr 1539 noch existierten, wie das Zisterzienserkloster Fountains Abbey in Yorkshire, verloren im sogenannten zweiten Act of Dissolution (Auflösungsakt) endgültig ihr Existenzrecht. Heinrichs Biographin Lucy Wooding bezeichnet die Auflösung der Klöster als „den zerstörerischsten Akt eines englischen Monarchen“.
Gleichzeitig aber wurde ein zweiter Akt verabschiedet, der sechs neue Diözesen schuf, erstmals nicht durch den Papst, sondern durch den König. In einer Präambel erklärte Heinrich, dass die Diözesen die Funktion übernehmen sollten, die bislang die Klöster ausgeübt hatten: Unterricht, Krankenpflege und Almosen. Anstelle von zersplitterten kleinen Ordenshäusern plante er Schulen und Kirchen unter der Schirmherrschaft der einheitlichen Diözesen. Auf diese Weise führte Heinrich, wenngleich gewaltsam, die im 15. Jahrhundert begonnene Entwicklung von der kirchlichen Fürsorge zu einer staatlichen Fürsorge fort.

Die Reise nach York mitsamt der Krönung Jane Seymours fand nicht statt. Heinrich gab vor, dass er sie aus Rücksicht auf seine schwangere Frau absage. Erst mit seiner übernächsten Gemahlin, Königin Catherine Howard, sollte Heinrich im Jahr 1541 den Norden bereisen. Bei seinem Einzug in den Städten York, Barnsdale, Newcastle und Hall wurde der König von Edelleuten, Priestern und Grundbesitzern erwartet, die vor ihm knieten, ihn um Vergebung baten und ihm Geldgeschenke überreichten. Der französische Botschafter Marillac begleitete den König auf der Reise und schrieb über Heinrichs Einzug in Pontefract, wo er von seinen Untertanen erwartet wurde:

„Jene, die während der Rebellion treu geblieben waren, wurden von den anderen gesondert, vom König gnädig empfangen und für ihre Treue gelobt. Die anderen, die zur Verschwörung gehört hatten und bei denen sich der Erzbischof von York befand, waren etwas weiter weg auf ihren Knien. Einer von ihnen, der für alle sprach, hielt eine lange Rede, worin er zugab, dass es Verrat gewesen war, gegen ihren Herrscher und seinen Rat zu marschieren. Er dankte ihm [dem König] dafür, ein solch großes Vergehen vergeben zu haben und flehte ihn an, jeden Rest von Unwillen fahren zu lassen. Dann händigten sie ihm mehrere umfangreiche, schriftliche Unterwerfungen aus.“

Es war seit der Pilgerfahrt Heinrichs erster Kontakt mit seinen nördlichen Untertanen. Er zeigte sich gnädig und versöhnungsbereit. Nicht nur vergab er der Bevölkerung offiziell den Aufstand, sondern bot in einigen Fällen auch Entschädigungen an. Auch griff er den Punkt mit einer Gerichtsbarkeit für den Norden wieder auf. Bislang hatte die nördliche Bevölkerung für jeden Gerichtsstreit nach London kommen müssen. Nun errichtete Heinrich stattdessen „His Majesty’s Council in the Northern Parts“, ein Gericht bestehend aus einem Präsidenten und einem 22-köpfigen Rat von Gentlemen, Edelleuten und Juristen.
Prinzessin Maria, die Heinrich und Catherine Howard auf dieser Reise in den Norden begleitete, wurde schließlich im Testament des Königs wieder in die Thronfolge aufgenommen, allerdings nicht legitimiert.

## Interpretation in der Forschung
Der Aufstand wird von Historikern unterschiedlich interpretiert, da heute nicht mehr eindeutig feststellbar ist, was die ausschlaggebende Ursache bzw. wer der hauptsächliche Träger war. Während ihn ein Großteil als Protest des niederen Klerus und der unteren Stände gegen Heinrichs Religions- und Wirtschaftspolitik betrachten, vermuten andere eine Verschwörung des konservativen nördlichen Adels gegen den unbeliebten Thomas Cromwell. In den Augen vieler Adliger war Cromwell ein niedrig geborener Emporkömmling. Heinrichs Cousin Henry Courtenay hatte Cromwell angeblich einen Schurken genannt, der den König kontrollierte. Außerdem war Cromwells reformatorische Politik dem katholischen Adel ein Dorn im Auge. Der Adel betrachtete es als gesichert, dass „der falsche Schmeichler“ versprochen hatte, Heinrich mit den Kirchenschätzen zum reichsten Fürsten der Welt zu machen, in Wirklichkeit aber in die eigene Tasche wirtschaftete.
Das Gerücht, dass der König plante, Prinzessin Maria mit Cromwell zu verheiraten, war der Tropfen, der das Fass zum Überlaufen brachte. Für die Theorie, der Aufstand hätte sich gezielt gegen Cromwell gerichtet, sprechen insbesondere zwei Dinge. Zum einen ist es die von Aske ausformulierte Forderung der Pilger, Cromwell aus dem Dienst des Königs zu entlassen. Zum anderen gab es um Sir Constable herum eine Fraktion, die Cromwell hasste und darauf bestand, die Pilgerfahrt fortzusetzen, bis Cromwell ihnen keine Bedingungen mehr diktieren konnte. Da Sir Constables Fraktion sich jedoch nicht durchsetzen konnte, ist es unwahrscheinlich, dass es sich um eine größer angelegte Verschwörung handelte.

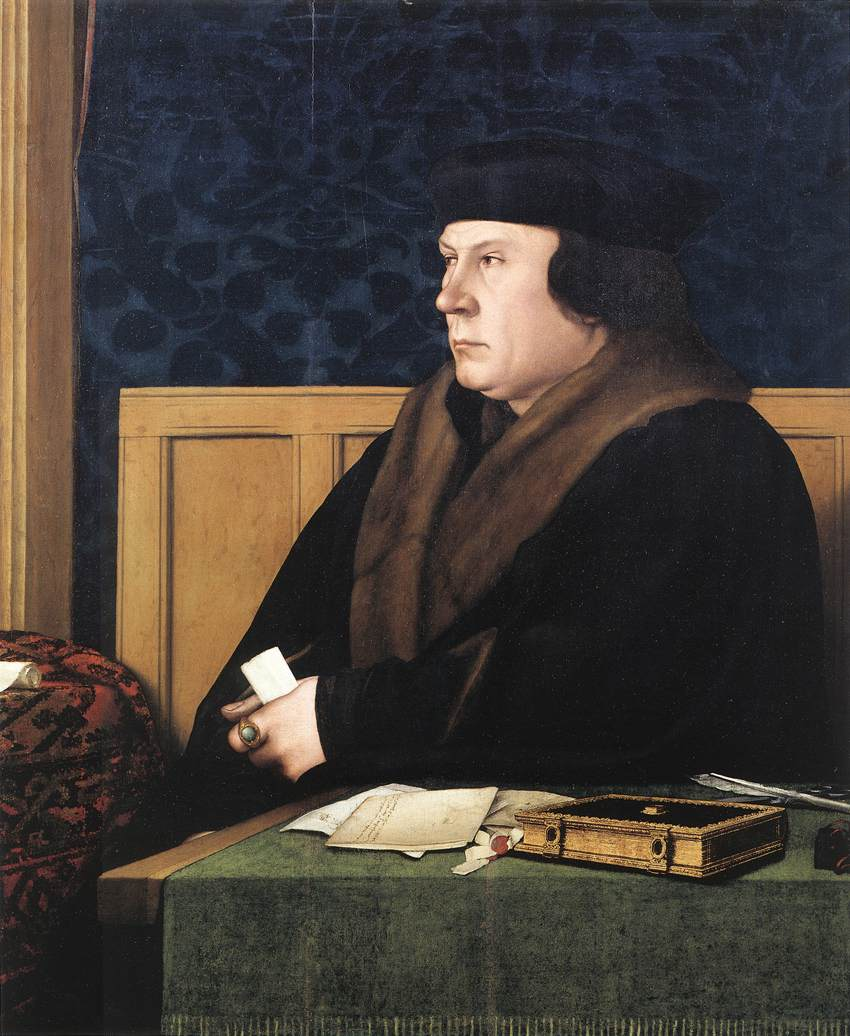
Thomas Cromwell um ca. 1533 von Hans Holbein, Feindbild der Pilger

Ebenfalls wird oft debattiert, weshalb ausgerechnet der Norden sich gegen seinen rechtmäßigen König erhob und nicht der Westen, der Heinrichs Politik sehr viel unmittelbarer erlebte. Eine These besagt, dass Heinrich für den Norden als Herrscher kaum präsent war. Seine regelmäßigen Sommerreisen durch das Königreich, um sich dem Volk zu zeigen, dehnte er niemals auf den Norden aus. Historiker vermuten, dass die nördlichen Unruhen nicht auf den Westen übergriffen, weil die dortige Bevölkerung sich Heinrich eben durch seine Reisen und die damit einhergehende Volksnähe stärker verbunden fühlte.
Die nördliche Bevölkerung hingegen empfand die zentrale Regierung in London oft als Einmischung Fremder in lokale Angelegenheiten, was besonders dem ansässigen Adel missfiel. Historiker sehen hier auch eine Erklärung für die Feindseligkeit der Pilger gegen Henry Clifford, den Earl of Cumberland. Die Cliffords wurden im Norden rasch zu einer extrem unbeliebten Familie, nachdem Eleanor Brandon, die Nichte des Königs, den Sohn des Earls geheiratet hatte. Durch diese Heirat hatte die Königsfamilie im Norden Fuß gefasst und somit das Gleichgewicht zwischen den adligen Familien gestört. Nach dieser These wäre der Aufstand die Folge einer Entfremdung zwischen dem König und seinen Untertanen.
Robert Askes Rolle in dem Aufstand wird sehr kontrovers diskutiert. Teilweise besteht die Vermutung, dass er bereits während des Aufstands in Lincolnshire eine Verschwörung plante. Ein Indiz dafür wären die frühen Vereidigungen um den 25. September herum. Allerdings kann Askes Anführerschaft erst ab ungefähr dem 9. Oktober eindeutig nachgewiesen werden. Auch sind sich die Forscher uneins, ob er Heinrich tatsächlich so bedingungslos glaubte oder sich lediglich nach allen Seiten absichern wollte. So belastete er während der Verhandlungen mit Francis Bryan zwei Männer (Horncliffe und Curtis), die ihm angeblich die Treue geschworen und Yorkshire in den Aufstand getrieben hatten. Jetzt aber, so Aske, würden sie ihre Beteiligung leugnen und sollten von Bryan bestraft werden. Abgesehen von Askes Behauptungen gibt es aber keinerlei Hinweis darauf, dass die beiden ihm die Treue schworen. Daher wird hier ein Komplott Askes vermutet, möglicherweise um sich kooperativ zu zeigen und den König gnädiger zu stimmen. Letztendlich bleibt die wahre Motivation für sein Handeln jedoch ungeklärt.